# トマーシュ・ペクハルト
トマーシュ・ペクハルト（チェコ語: Tomáš Pekhart, 1989年5月26日 - ）は、チェコ・プルゼニ州スシツェ出身の同国代表サッカー選手。エクストラクラサ・レギア・ワルシャワ所属。ポジションはフォワード。

## 経歴
2003年からSKスラヴィア・プラハのユースチームに所属。2006年の夏にイングランドのトッテナム・ホットスパーFCのユースチームに移籍した。この年20試合に出場し19ゴールを記録した。2008年の8月、サウサンプトンFCにレンタル移籍した。9月14日のクイーンズ・パーク・レンジャーズFC戦でデビューを果たした。イプスウィッチ・タウンFC戦で初ゴールを決めた。2009年1月、古巣のスラヴィア・プラハにレンタル移籍した。2010年1月、FKバウミト・ヤブロネツに移籍した。その後ACスパルタ・プラハにレンタル移籍した。
2011年7月1日、ドイツの1.FCニュルンベルクに移籍した。2013-14シーズンを終えクラブは2.ブンデスリーガへの降格が決定。2014年8月28日、FCインゴルシュタット04に移籍した。
インゴルシュタットでは出場機会に恵まれず、2016年2月1日にギリシャ・スーパーリーグのAEKアテネFCと2年間の延長オプション付きで2016-17シーズンまでの契約を結んだ。
2017年7月23日、イスラエルリーグのハポエル・ベエルシェバFCへ移籍し、2017-18シーズンには28試合で5ゴールを記録した。
2018年8月13日リーガ・エスパニョーラ2部のUDラス・パルマスへ移籍した。

## 代表歴
チェコ代表として各年代で招集され、2006年にUEFA U-17欧州選手権2006に出場し2ゴールを決めた。2007年にはFIFA U-20ワールドカップに18歳で出場し準優勝に貢献した。2009年にもFIFA U-20ワールドカップに出場し1ゴールを記録した。チェコU-21代表で通算13ゴールを記録し、歴代最多ゴールを記録している。
2010年5月22日、トルコ代表戦でA代表デビューを果たした。2012年10月12日のW杯予選・マルタ戦で代表初得点を挙げた。